# Бойер, Пол
Пол Делос Бо́йер (англ. Paul Delos Boyer; 31 июля 1918[…], Прово, Юта — 2 июня 2018[…], Лос-Анджелес, Калифорния) — американский химик, лауреат Нобелевской премии по химии 1997 года за открытие ферментативного характера синтеза АТФ. 
Доктор философии (1943). Член Национальной академии наук США (1970) и Американского философского общества (1998).

## Биография
В 1939 году получил степень бакалавра по химии в Университете Бригама Янга, а в 1943 году защитил диссертацию по биохимии в Висконсинском университете в Мадисоне. В 1946-63 гг. в университете Миннесоты, где ввёл кинетические, изотопные и химические методы исследования к изучению механизма действия ферментов. В 1963 году стал профессором химии и биохимии Калифорнийского университета в Лос-Анджелесе (эмерит с 1999 года). Здесь он исследовал механизм синтеза АТФ, за что в 1997 году получил Нобелевскую премию по химии вместе с Джоном Уокером. Член Американской академии искусств и наук (1968).
В 2016 году подписал письмо с призывом к Greenpeace, Организации Объединенных Наций и правительствам всего мира прекратить борьбу с генетически модифицированными организмами (ГМО).
Редактор 18-томного курса «Ферменты» (1971-90). Автор более 300 работ, преимущественно о ферментах.
Отличия
- Pfizer Award in Enzyme Chemistry[англ.] (1955)
- Стипендия Гуггенхайма (1955)[15]
- Мемориальные лекции Вейцмана (1984)
- William C. Rose Award[англ.] (1989)
- Нобелевская премия по химии (1997)

Почетный доктор Стокгольмского университета (1974), Университета Миннесоты (1996) и Университета Висконсина (1998). 